# Seven Soldiers
Seven Soldiers (lit. Siete soldados) es una metaserie de cómics escrita por Grant Morrison y publicada por DC Comics entre 2005 y 2006. Fue publicada en la forma de siete miniseries interrelacionadas y dos números finales. La serie se centra en una nueva versión de los Siete Soldados de la Victoria que luchan para salvar la Tierra de los Sheeda. Se ha interpretado esta serie como «un tratado metaficticio extenso sobre la escritura y lectura de cómics en general y del género de superhéroes en particular».
Consta de dos títulos al inicio y al final, y siete subseries limitadas de cuatro números, cada una de las cuales gira en torno a un miembro del equipo. La historia completa consta de 30 números, y cada miniserie puede leerse individualmente o como parte de un todo más amplio. 

## Historial de publicaciones
Seven Soldiers empezó como un proyecto diferente que fue evolucionando con el tiempo. De acuerdo con Morrison:

I started off in 2002 with the idea to do a JLA spin-off called JL8, which featured a bunch of C-list characters getting together as a DC analogue of the Avengers or Ultimates. Guardian was in from the start as my Captain America guy, Mister Miracle was Thor, the Demon was the Hulk, Zatanna was the Scarlet Witch and so on.... I worked on the material for the next two years to turn it into the Seven Soldiers concept as it finally emerged.

Empecé en 2002 con la idea de hacer un spin-off de la Liga de la Justicia llamado JL8, que presentaba a un grupo de personajes de nivel C reunidos como un análogo de DC de los Vengadores o los Ultimates. Guardian fue desde el principio mi Capitán América, Mister Milagro era Thor, el Demonio era Hulk, Zatanna era la Bruja Escarlata, etc. .... Trabajé en el material durante los dos años siguientes para convertirlo en el concepto de los Siete Soldados que finalmente surgió.

La metaserie inicia con Seven Soldiers #0 y  termina con Seven Soldiers #1, con dibujos de J. H. Williams III. El resto se compuso de siete miniseries: Shining Knight con dibujos de Simone Bianchi, Manhattan Guardian con dibujos de Cameron Stewart, Zatanna con dibujos de Ryan Sook, Klarion con dibujos de Frazer Irving, Mister Miracle con dibujos de Pascal Ferry y Freddie Williams II, Bulleteer con dibujos de Yanick Paquette y Frankenstein con dibujos de Doug Mahnke.

## Resumen de la trama
Los Siete Soldados de la Victoria fueron un equipo ficticio de superhéroes compuesto por personajes tomados de colecciones de antología de DC Comics. Esta tercera encarnación de los Siete Soldados de la Victoria no incluye a ningún miembro del equipo original, sino a un grupo completamente nuevo que incluye a: Bulleteer, Frankenstein, Klarion, Manhattan Guardian, Mister Miracle (Shilo Norman), Shining Knight y Zatanna.
En esta versión, en el primer número de este arco argumental (la primera parte de un marco de dos números para el proyecto), Vigilante reúne a un nuevo equipo de los Siete Soldados, compuesto en su mayoría por descendientes o versiones nuevas de héroes de Edad de oro del cómic: Un nuevo Araña (llamado «Yo, Spyder» y al parecer hijo del original), Gimmix (la hija de Merry, la Chica de los Mil Trucos), un nuevo Chico Azul (Boy Blue), Dyno-Mite Dan (dueño de dos imitaciones «funcionales» de los anillos explosivos de T.N.T. y Dan the Dyna-Mite ), y Whip (nieta del Whip de la Edad de oro). El equipo se dispone a enfrentarse a Buffalo Spider (más tarde, los sheeda son traicionados por Spyder en Seven Soldiers of Victory #1 en otro guiño al original), solo para resultar muertos durante un evento conocido como lo Espeluznante.
Las siete miniseries siguen a otros tantos personajes que tienen todos conexiones indirectas con el primer grupo, cada miniserie con sus propios estilos artísticos, géneros y arcos argumentales de personajes. Una parte central de la idea de Morrison para la serie es que, si bien los siete personajes en cuestión son cada uno parte de la misma lucha, de hecho nunca se encuentran (aunque hay referencias mutuas en los distintos títulos). De esta manera, el equipo no constituye en realidad un equipo.
Una explicación para esto aparece en Manhattan Guardian y en Zatanna. En Manhattan Guardina, un hombre llamado Ed Starsgard (Baby Brain) le dice al Guardián que los sheeda, una raza futurista de piel azul, han estado atacando a la humanidad en oleadas periódicas, tomando todo lo que encuentran de valor (físico o mental) y dejando apenas lo suficiente para que los sobrevivientes puedan reconstruir para cuando regresen. Se profetiza que los sheeda serán detenidos en algún punto por siete soldados, por lo que estos ponen la mira en todo equipo de siete héroes, incluyendo los Ultramarine Corps y la Liga de la Justicia de América (JLA: Classified #1–3). No obstante, en tanto los Siete Soldados nunca se han conocido, tienen una buena posibilidad de hacer el trabajo.
En Zatanna, un fantasma comenta que existen demasiadas coincidencias en la historia y que pareciera como si hubiera un «hilo misterioso que lo une todo». Con el tiempo se descubre que los Siete Hombres Desconocidos de Slaughter Swamp están empujando a los Siete Soldados a que detengan a los sheeda.
En una entrevista, Grant afirmó que esta serie de historias (a la que denomina «megaserie», conocida también como metaserie), tiene lugar después de Crisis infinita. Sin embargo, Dan DiDio ha señalado que, tras una cuidadosa consulta con Morrison, se considera ahora que la serie tiene lugar una semana antes de Crisis infinita.
Originalmente, se había programado que el cómic Seven Soldiers of Victory #1 fuera lanzado el 1 de abril de 2006, pero se retrasó y finalmente se lanzó el 25 de octubre.

### La última batalla
Tras pasar por varias pruebas y tribulaciones en sus propias miniseries, los soldados participan finalmente en la batalla culminante contra la Reina de los sheeda en la ciudad de Nueva York, cada uno afectando diferentes partes de la batalla sin tener idea alguna del panorama más amplio.
La secuencia culminante inicia cuando Zatanna lanza un hechizo: «¡Ataquen, siete soldados!» Esto da el empujón final que el universo necesitaba para mover a los soldados a su posición.
Tras viajar al futuro reino donde viven los sheeda, Frankenstein consigue llevar el Castillo Giratorio, el reino flotante que viaja en el tiempo de la Reina, a la Nueva York actual para que la Reina pueda ser llevada ante la justicia por parte del grupo paranormal de operaciones especiales S.H.A.D.E. Una vez que el Castillo llega, la Shining Knight—que había estado perseguiendo a la Reina hasta el futuro—la ataca con éxito, hiriéndola de gravedad y dejándola expuesta a un ataque del personaje secundario Yo, Spyder, quien la atraviesa con una flecha y la derriba a las calles de Nueva York abajo.
Abajo, el Manhattan Guardian ha reunido una milicia de miles de neoyorquinos que está luchando con éxito contra la invasión de los sheeda. Aproximadamente al mismo tiempo, Bulleteer viene a toda prisa por la calle en su auto, con la esperanza de llevar a su némesis enferma críticamente, Sally Sonic, a un hospital. Sally, completamente desquiciada, ataca a Bulleteer, quien pierde el control del auto y choca contra la Reina. Al llegar a la escena, el Guardian encuentra que Bulleteer es la única superviviente.
Antes de todo esto, Klarion, que había perforado Nueva York desde cuevas ocultas bajo la ciudad, le había robado a Misty, la sidekick de Zatanna, un dado mágico. Junto con su propio dado, el par de dados forman la Fatherbox, uno de los tesoros perdidos del antiguo superhéroe Aurakles. Klarion había viajado entonces hasta el Castillo Giratorio. Habiendo muerto la Reina de los sheeda, Klarion lanza un hechizo vinculante sobre Frankenstein, lo que obliga a este a pilotar la nave de regreso al futuro. De esta manera, Klarion se convierte en el «traidor» que fue profetizado. No obstante, al hacerlo, evitó de paso que Misty, la princesa de los sheeda, se convirtiera en la nueva Reina y por tanto de verse obligada a continuar el ciclo de destrucción para salvar a su pueblo.
Finalmente, Sr. Milagro confronta a Dark Side en su club. Allí, Dark Side le explica que le dio la Tierra a los sheeda a cambio de que ellos le dieran a Aurakles, el superhéroe primordial. El Sr. Milagro se ofrece a sí mismo a cambio de la libertad de Aurakles y Dark Side acepta. Una vez que Aurakles es liberado y Sr. Milagro está encadenado, Dark Side le dispara en la cabeza, convirtiéndolo así en el soldado que se profetizó que moriría. Posteriormente se ve a Sr. Milagro emergiendo con vida de su propia tumba, «escapando de la muerte».

### Finales de cada personaje
- Se muestra a Shining Knight asistiendo a la Escuela de Héroes H.S. Johnson, donde Ali Ka-Zoom (el amigo fantasmal de Zatanna) le promete que le dará todo el consejo que necesite y que podrá continuar luchando contra el mal con Horsefeathers los fines de semana. Ali Ka-Zoom le da la espada de Aurakles e insinúa que aún es posible que regrese a su período de tiempo y se convierta en la Reina Ystina la Buena.
- Guardian sobrevive al ataque a Nueva York, tras formar un ejército para luchar contra los sheeda. Vuelve a ganar el corazón de su novia (a quien le había propuesto matrimonio anteriormente).
- Bulleteer es arrestada poco después del accidente, pero luego le dicen que puede irse. Se cuestiona si realmente es libre, porque jugó exactamente lo que el destino le tenía reservado.
- Se muestra a Klarion riendo desquiciado mientras mujeres sheeda se arrastran a sus pies. Reaparece en Countdown to Final Crisis, donde intenta absorber los poderes de Mary Marvel solo para ser derrotado.
- Frankenstein es visto por última vez bajo el control de Klarion, aunque parece haber conservado su mente. Luego aparece en Final Crisis #3 ayudando a S.H.A.D.E. a capturar a Renée Montoya .
- Zatanna es casi atropellada por la esposa del Guardian y posteriormente desaparece. Siendo la más famosa de los soldados, sobrevive y aparece en historias ambientadas en el arco argumental de «Un año después», aunque su nueva aprendiz, Misty Kilgore, aún no ha aparecido.
- Señor Milagro está enterrado en una tumba grabada únicamente con su nombre artístico. La tumba es visitada por Darkseid, quien deposita una flor negra sobre ella y se va. Sin embargo, una vez que se ha ido, las manos de Mister Miracle salieron del suelo. Desde entonces ha aparecido en Final Crisis #2, habiendo escapado de la muerte. Se menciona su escape de la tumba.

## Miembros

### Primer grupo
- Vigilante (Greg Saunders)
- Yo, Spyder (Thomas Ludlow Dalt II)
- Gimmix (Jacqueline Pemberton)
- Boy Blue
- Dyno-Mite Dan (Harris D. Ledbetter)
- Whip (Shelly Gaynor)
- Bulleteer (abandonó antes de que el grupo emprendiera su primera misión)

### Segundo grupo
- Shining Knight (Sir Ystin/Ystina/Justina)
- Manhattan Guardian (Jake Jordan)
- Zatanna (Zatanna Zatara)
- Klarion el niño brujo (Klarion Bleak)
- Señor Milagro (Shilo Norman)
- Bulleteer (Alix Harrower)
- Frankenstein

## Premios
La serie ganó el premio Eisner de 2006 a «Mejor serie finita o limitada».

## Ediciones recopiladas
La serie se ha recopilado en cuatro TPBs. 
En 2010-11, la serie se recopiló en dos volúmenes de tapa dura, el primero de los cuales incluye el mismo contenido que los dos primeros TPBs, mientras que el segundo incluye el mismo contenido que los dos últimos TPBs. En 2018, los treinta números fueron compilados en un único ómnibus de 792 páginas.